# Arti et Amicitiae

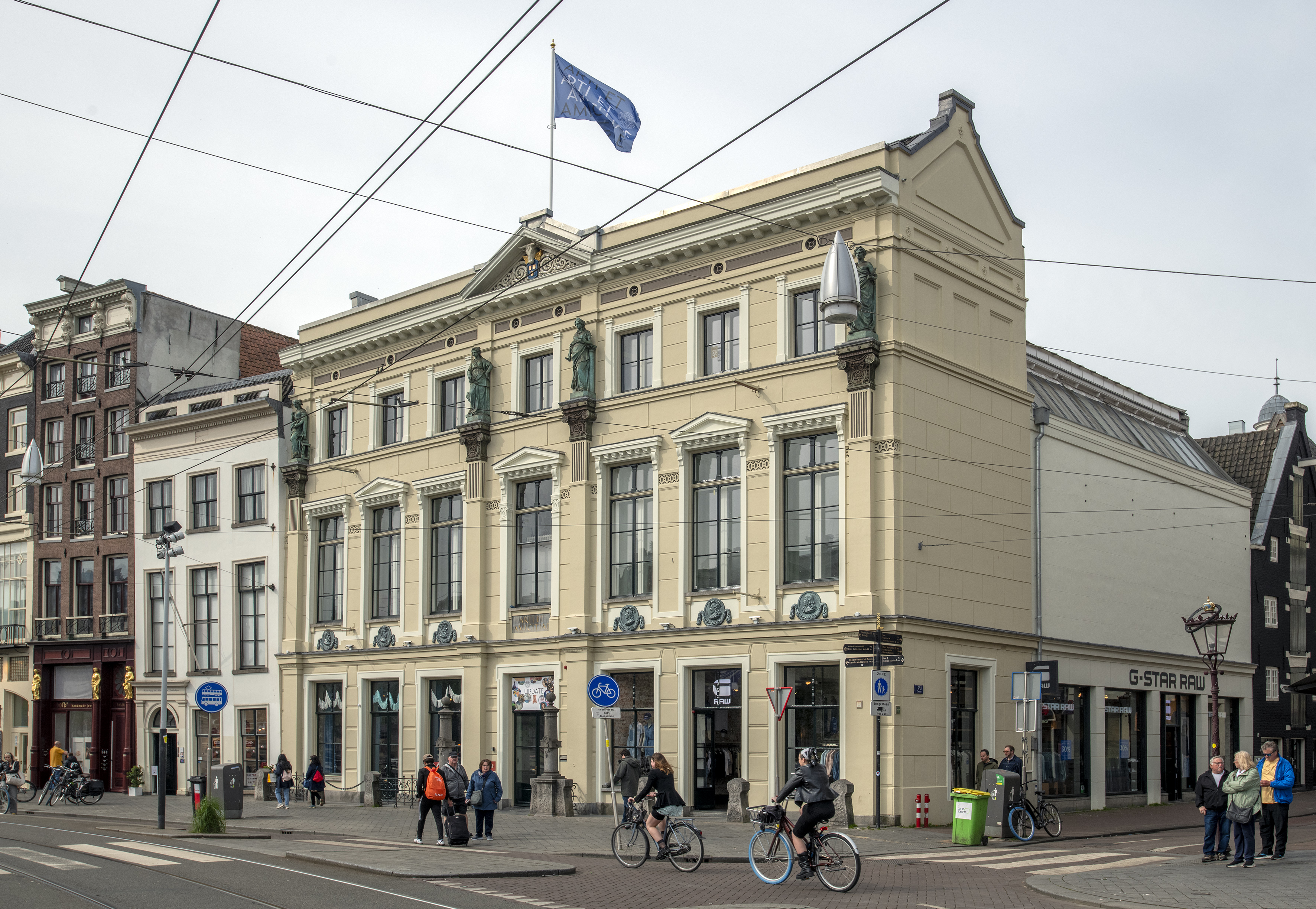
Arti et Amicitiae na de gevelrestauratie in 2024. Foto Jeroen Evers.

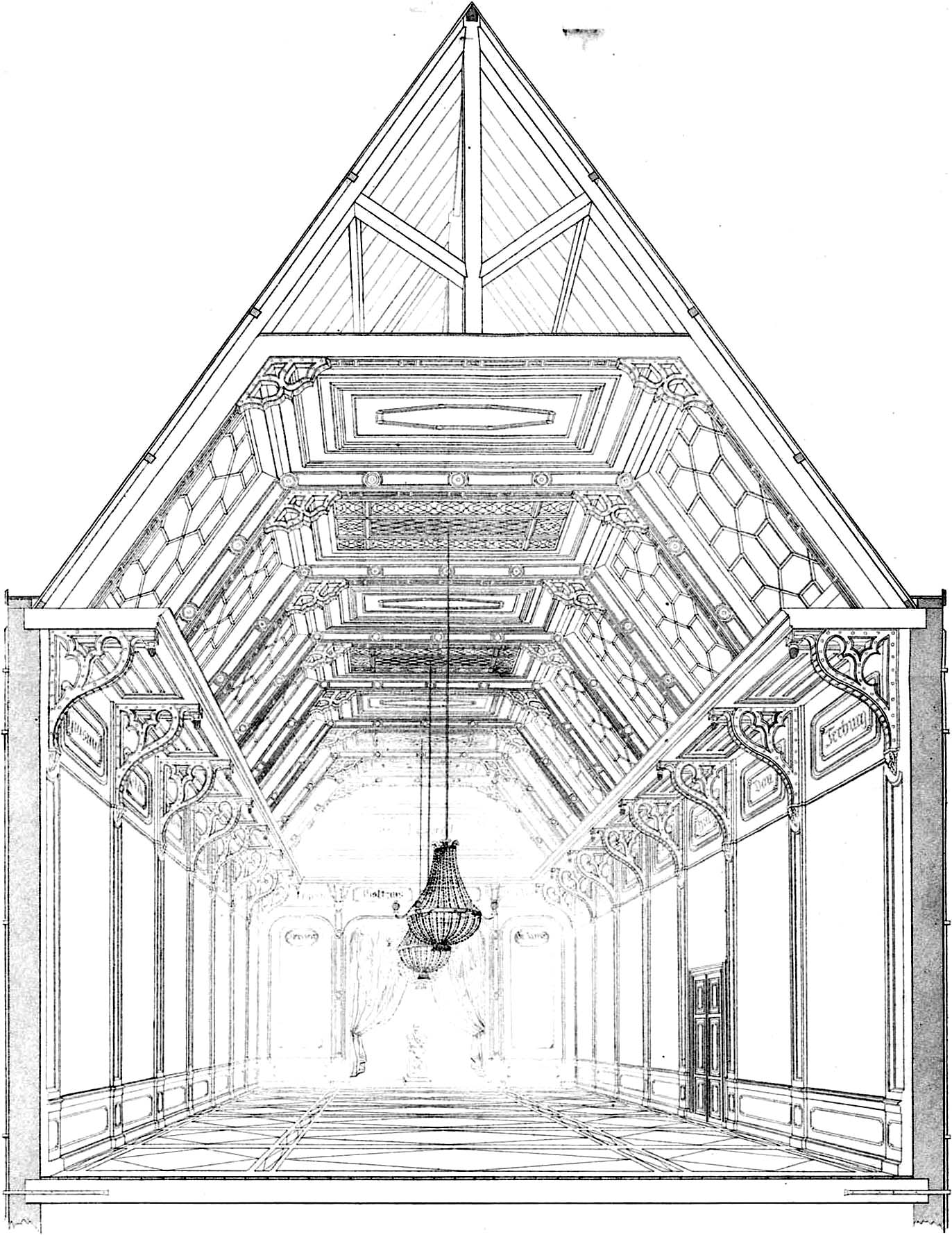
M.G. Tétar van Elven. Kunstzaal. 1841.

De Maatschappij Arti et Amicitiae (= voor de kunst en de vriendschap), meestal kortweg Arti genoemd, is een Amsterdamse vereniging van beeldende kunstenaars en kunstliefhebbers, gevestigd aan het Rokin 112, hoek Spui.

## Geschiedenis
De vereniging werd opgericht in 1839. In juli 1840 kocht Arti et Amicitiae bij openbare veiling het gebouw Grand Salon Duport aan het Rokin. De eerste verdieping van dit pand werd in 1841 door M.G. Tétar van Elven, directeur van de afdeling bouwkunst aan de Koninklijke Academie van Beeldende Kunsten in Amsterdam, verbouwd tot 'kunstzaal'. Rond 1854 verwierf Arti een achterliggend winkelpand aan de Kalverstraat en het aangrenzende, op de hoek van het destijds ongedempte Spui en het Rokin gelegen, logement Het Wapen van Utrecht.
Achter de huidige gevel, die sinds de verbouwing in 1856 (J.H. Leliman) het aanzien van de panden tot een geheel maakt, bevinden zich tentoonstellingszalen, bestuurskamers en een besloten sociëteit. Het interieur is voor een groot deel ontworpen door de architect Berlage. Het erebord in het trappenhuis vermeldt een lange rij van illustere leden, zoals: Lizzy Ansingh, George Hendrik Breitner, Marius Bauer, Bernard Blommers, de gebroeders Jacob, Willem en Matthijs Maris, Isaac en Jozef Israëls, Lourens Alma Tadema, Hendrik Willem Mesdag, Jan Sluijters, Jan Toorop, Johan Hendrik Weissenbruch, Willem Witsen, Coba Ritsema en Kees Maks.
Arti et Amicitiae sloot zich in 1941 aan bij de Nederlandsche Kultuurkamer. Op last van de bezetter werden vijftien Joodse leden geroyeerd; Marianne Franken, Maria Boas-Zélander, Charlotte Boom-Pothuis, Moos Cohen, Max van Dam, Salomon Garf, Hendrika van Gelder, Felix Hess, Jaap Kaas, Baruch Lopes de Leao Laguna, Martin Monnickendam, Marinus van Raalte, Mommie Schwarz, David Schulman en Jo Spier. Alleen Kaas, Schulman en Spier overleefden de oorlog; Boom en Monnickendam overleden in Amsterdam, de anderen kwamen om in de concentratiekampen. In september 2022 organiseerde Arti et Amicitiae een tentoonstelling over haar oorlogsverleden:  U zult begrijpen dat … De keuzes van Arti et Amicitiae in en na WO2. Tijdens de opening van de tentoonstelling sprak de voorzitter van Arti, Jeroen Werner, namens de vereniging excuses uit voor het buitensluiten van de Joodse leden tijdens de Tweede Wereldoorlog.
Het aangrenzende voormalige pand van de Maatschappij tot Redding van Drenkelingen op nr. 114 werd de Geurt Brinkgreve Vleugel gedoopt en in 2009 bij het complex getrokken.
De boekencollectie van de Maatschappij is sinds 1992 te raadplegen in het Van Gogh Museum.
Arti wordt niet structureel gesubsidieerd en is onafhankelijk.
In haar lange bestaan organiseerde Arti vele tentoonstellingen van het werk van leden en niet-leden, zoals Van Gogh, Chagall, Liebermann en Franse impressionisten. Het huidige tentoonstellingsbeleid is voornamelijk gericht op eigentijdse kunst.
In Arti werd het wrak van de auto van Rob Scholte tentoongesteld nadat deze door een bomaanslag was getroffen.
Het VPRO-radioprogramma Welingelichte Kringen werd van 1974 tot en met 1997 uitgezonden vanuit de sociëteit.

## Historische afbeeldingen

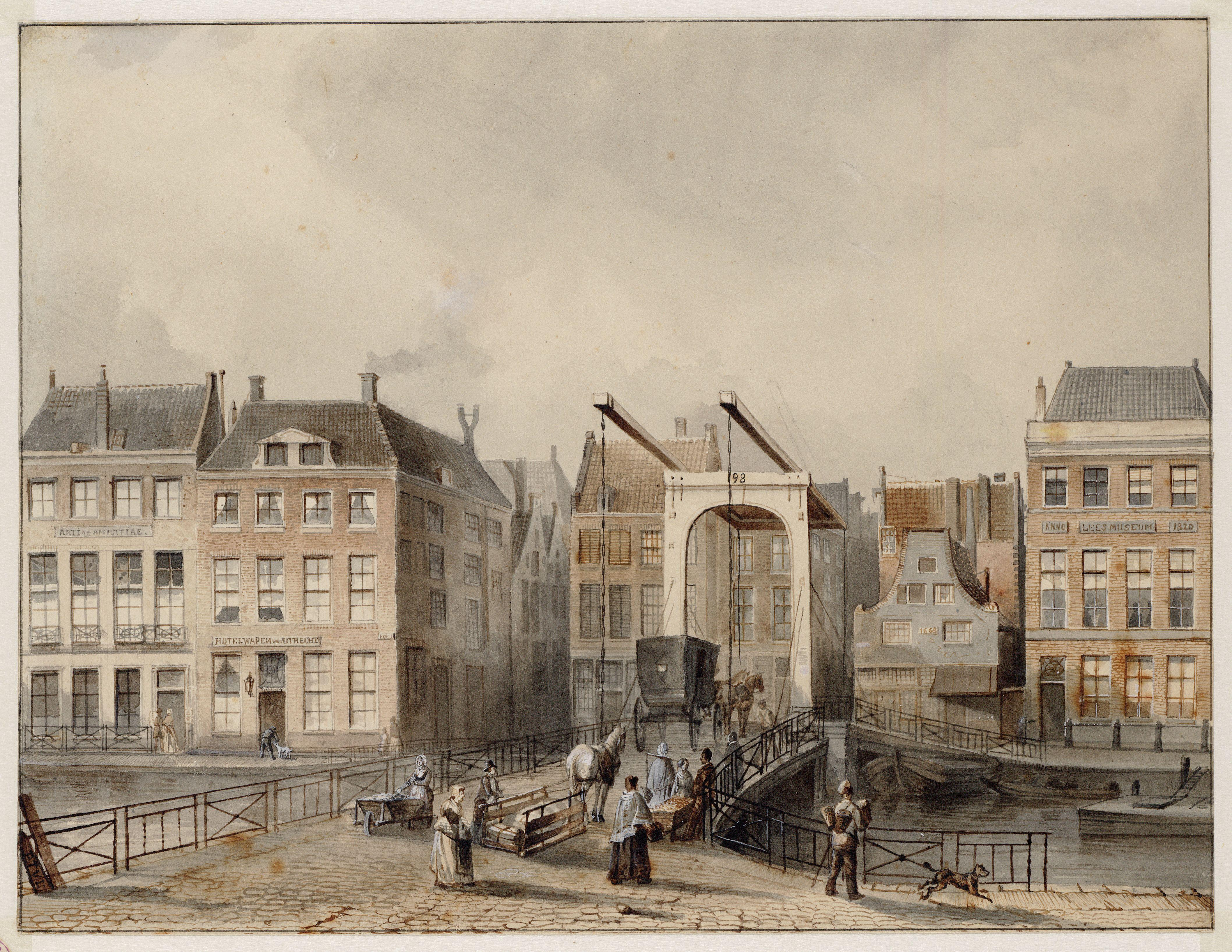
Pierre Tétar van Elven. eerste gebouw van links: Grand Salon, aangrenzend: Het Wapen van Utrecht. 1847.
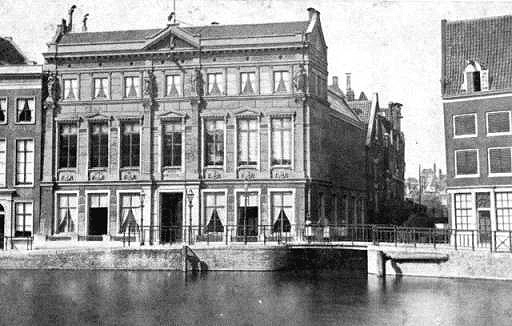
Arti et Amicitiae in de 19e eeuw aan het nog niet gedempte Rokin en Spui.
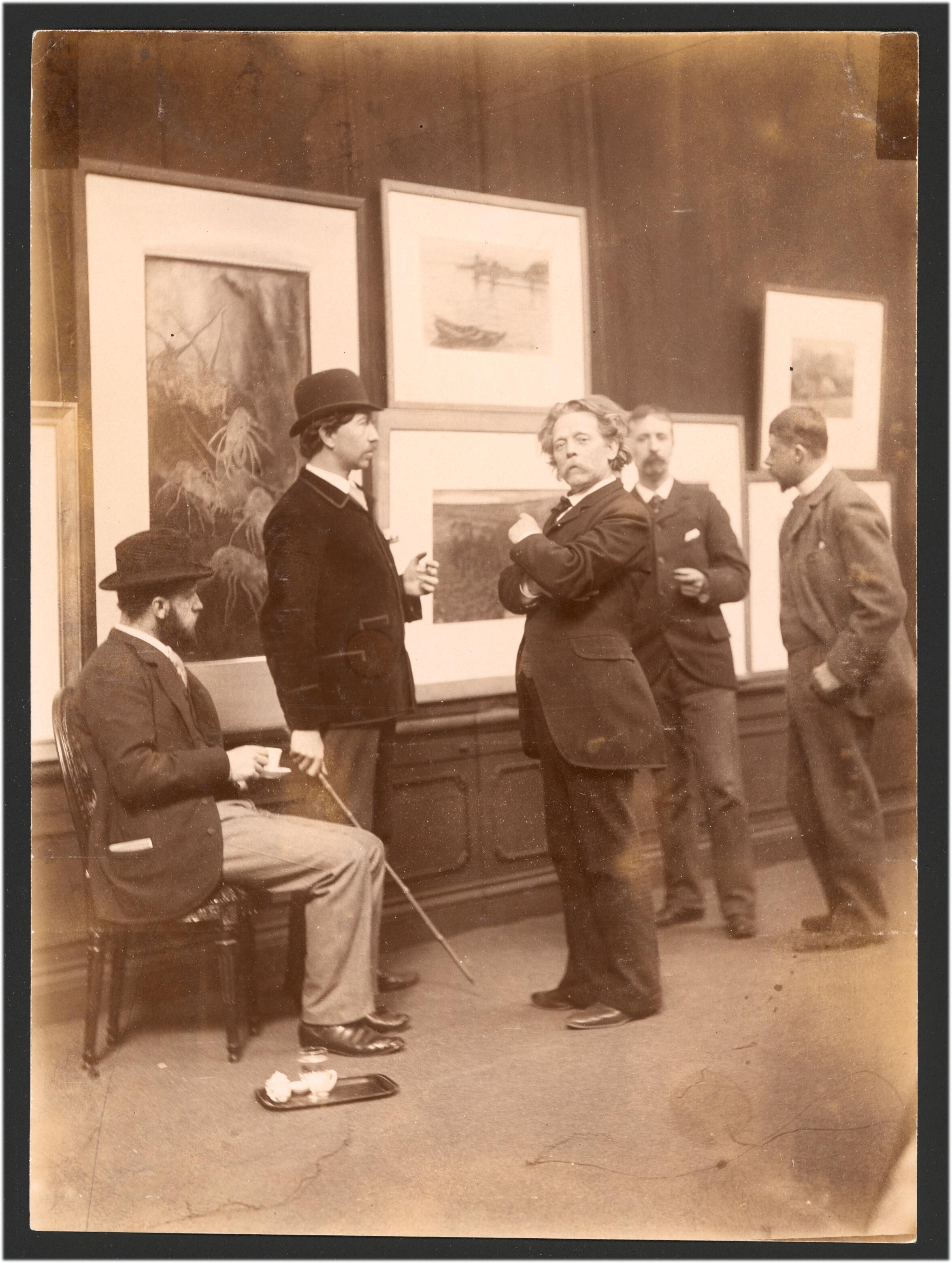
Commissie van Beheer over de Kunstzalen van Arti et Amicitiae; v.l.n.r. Geo Poggenbeek, Nicolaas Bastert, F.M. Heyl, Hein Kever en George Breitner, 30 maart 1893.
- Kunstveiling (1958) in Arti